# Eugeniusz Cydzik
Eugeniusz Stanisław Cydzik (ur. 26 grudnia 1921 w Misiewiczach, zm. 17 września 2012 we Lwowie) – polski żołnierz, opiekun miejsc pamięci męczeństwa Polaków - obrońców Lwowa oraz zamordowanych profesorów Uniwersytetu Jana Kazimierza we Lwowie.

## Życiorys
Urodził się na terenie Grodzieńszczyzny. W młodości należał do harcerstwa. Po agresji III Rzeszy na Polskę zgłosił się na ochotnika do wojska, gdzie uzyskał przydział do służby pomocniczej w Grodnie. Po agresji ZSRR na Polskę uczestniczył w obronie Grodna przed Armią Czerwoną. Po kapitulacji miasta ukrywał się w okolicach Warszawy. W 1942 wstąpił do Armii Krajowej. Działał w Biurze Informacji i Propagandy oraz w Kierownictwie Dywersji, później walczył również w  oddziałach partyzanckich w Zgrupowaniu Nadniemeńskim. W 1945 roku został aresztowany przez NKWD i skazany na 15 lat łagru i 5 lat pozbawienia praw obywatelskich. Wyrok odsiadywał w obozie w Workucie, gdzie początkowo pracował przy robotach ziemnych, a następnie w kopalni węgla i jako elektryk. Został uwolniony w 1956, następnie zamieszkał we Lwowie, rodzinnym mieście swojej żony Czesławy z domu Chudzik.
Był jednym z inicjatorów odbudowy Cmentarza Obrońców Lwowa. W latach 1984–1991 był prezesem Polskiego Towarzystwa Opieki nad Grobami Wojskowymi. W 1995 wspólnie z innymi osobami doprowadził do upamiętnienia kaźni profesorów Uniwersytetu Jana Kazimierza we Lwowie, przez wzniesienie betonowego nagrobka i stalowego krzyża. W 2006 roku został, wspólnie z małżonką, laureatem nagrody Kustosz Pamięci Narodowej przyznawanej przez Instytut Pamięci Narodowej osobom szczególnie zasłużonym w pielęgnowaniu pamięci historycznej i dokumentowaniu historii najnowszej. z 8 maja 2009 r. za wybitne zasługi dla niepodległości Rzeczypospolitej Polskiej, za działalność na rzecz upamiętniania miejsc pamięci narodowej  odznaczony Krzyżem Oficerskim Orderu Zasługi Rzeczypospolitej Polskiej. Pośmiertnie, postanowieniem z 19 września 2013 r. za wybitne zasługi w upowszechnianiu wiedzy o historii Polaków na Ukrainie, za działalność na rzecz upamiętniania miejsc pamięci narodowej odznaczony zostaje obywatel Rzeczypospolitej Polskiej zamieszkały na Ukrainie został przez prezydenta Bronisława Komorowskiego odznaczony Krzyżem Komandorskim Orderu Zasługi Rzeczypospolitej Polskiej.
Zmarł 17 września 2012 roku. Został pochowany na Cmentarzu Łyczakowskim we Lwowie. 